# Cine de Bogotá

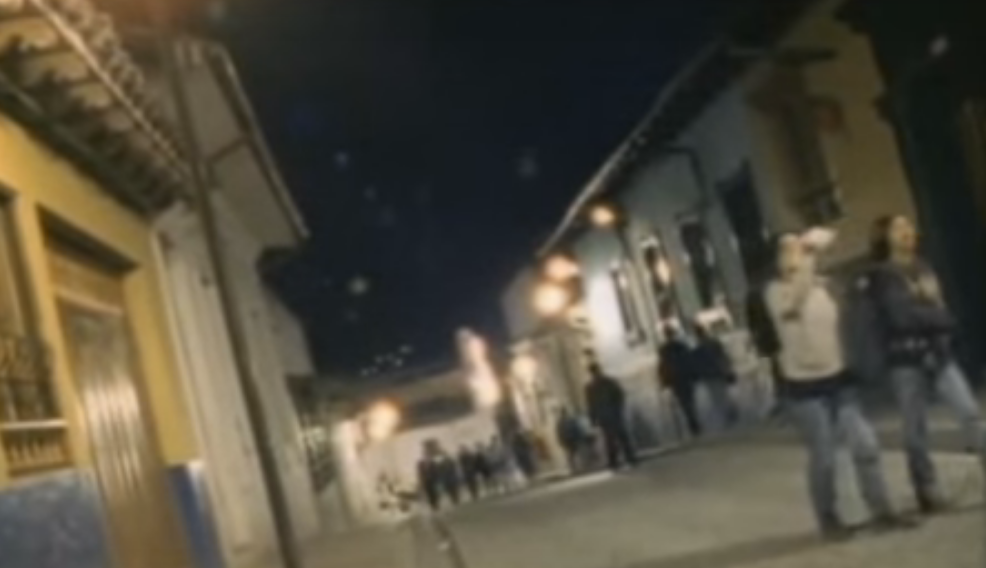
Escena de Diastole filmada en Bogotá en 1997

 El Cine de Bogotá abarca los procesos de producción, edición, difusión, administración y mercadeo del cine originado en Bogotá Colombia, en la cual se hace parte del Cine de Colombia y como capital del entretenimiento de Colombia también es centro de expresiones culturales, históricas y sociales que han mejorado psicológicamente la vida de varios Colombianos, incluso en este elemento que ha sido fundamental en la documentación de la memoria de los Bogotanos que han visto en las producciones, el rescate de momentos importantes de la historia del país. 
Actualmente, gran parte de los centros del desarrollo del cine colombiano se centran en Bogotá, teniendo no solamente sus oficinas y centros administrativos aquí, sino que también tiene gran parte de festivales de cine hechos en Colombia, eventos de mercadeo del cine, entre otros elementos de la filmografía nacional concentran sus operaciones en la ciudad.

## Historia

### SigloXIX
El origen del cine de Bogotá, se remonta a 1897, cuando proveniente de Barranquilla llega el primer proyector de cine al país, un vitascopio creado por Thomas Alva Edison , el cual causó sensación entre los espectadores que veían en la proyección de imágenes una proeza del desarrollo industrial que generó en los empresarios de la capital un profundo interés en adquirir máquinas de filmación y proyección en los entonces teatros encaminados a la danza o la dramaturgia. Es así que en septiembre de ese año, en el Teatro Municipal de Bogotá (Ubicado en la Carrera 8 y posteriormente demolido, fue reemplazado por el Teatro Jorge Eliécer Gaitán en 1940 sobre la Carrera séptima), fue traída la primera proyección cinematográfica que fue hecha en la capital gracias a la visión del empresario barranquillero Ernesto Viecco, presentándose las primeras proyecciones hechas por los hermanos Lumiere dos años antes.

### SigloXX

#### De la Guerra de los Mil días a los Hermanos Acevedo

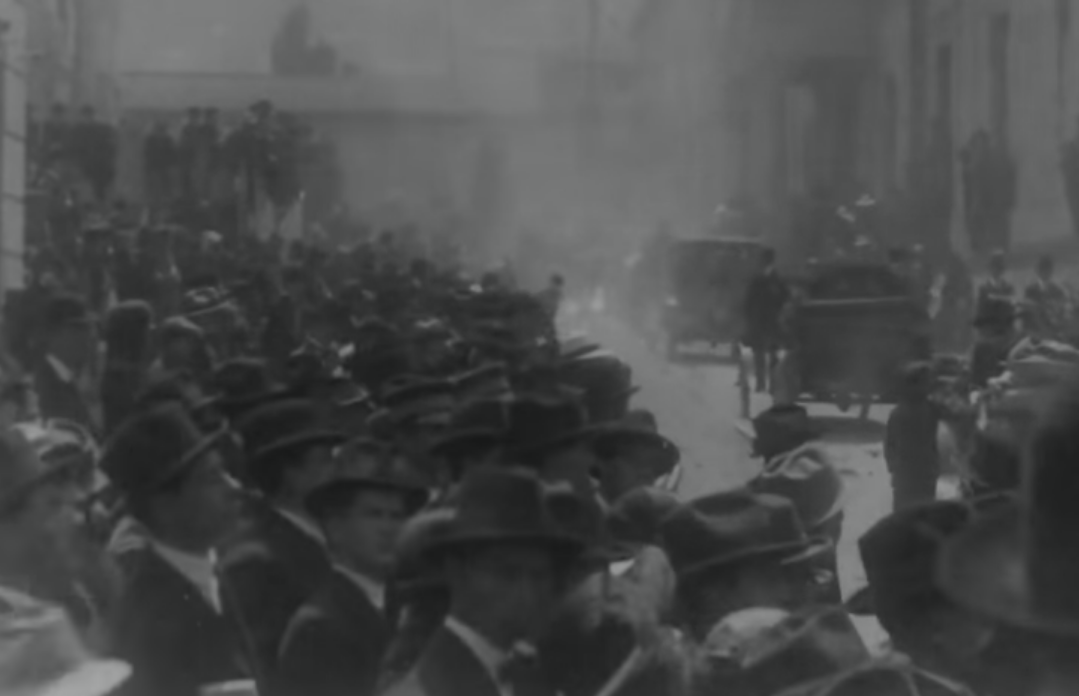
El Drama del 15 de octubre representa la primera película investigativa hecha en el país.

Colombia en 1899 estalla en guerra, provocando que muchos procesos económicos, políticos y culturales del país quedaran a un lado, con el fin de enfrentar la Guerra de los Mil días, que enfrentó a simpatizantes del partido liberal con el partido conservador. Ante este retraso, el cine vuelve al finalizar el conflicto, retratando no solo las consecuencias de esta confrontación, sino producir las primeras filmaciones en territorio colombiano, especialmente en la sabana de Bogotá y las vivencias de los ciudadanos bogotanos encantados por las proyecciones del Teatro Municipal de 1897. Es así que un grupo de hermanos originarios de Italia llegan a la capital en 1910 en cabeza de Francesco di Domenico quienes 2 años después inauguran el Salón Olympia, el primer teatro hecho en Bogotá especializado en la proyección de películas. Sin embargo, los hermanos Di Domenico no producían elementos propios del territorio, para lo cual nace la Sociedad Industrial Cinematográfica Latinoamericana  (Sicla), que produce realizarían la primera producción grabada en Bogotá titulada El drama del 15 de octubre; siendo el primer documental hecho en Colombia, que relata el asesinato del general Rafael Uribe Uribe en el Capitolio Nacional de Bogotá a manos de dos asesinos que le dieron muerte con hachuelas el 15 de octubre de 1914 .

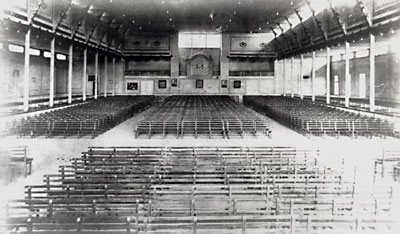
Interior del Gran Salón Olympia.

A partir de ese momento, comienza a producirse no solamente en la ciudad, sino en todo el territorio colombiano, distintas representaciones de tipo artístico, recreando obras de la literatura nacional del momento, siendo presentadas en el Gran Salón Olympia que para ese momento era referente del Cine nacional. Sin embargo durante esa misma década, la década de los 20, nace otra empresa, considerara pionera en el desarrollo del cine nacional como fueron los Hermanos Acevedo, los cuales se encontraban al igual que los hermanos Di Domenico ubicados en la capital, generando producciones de importancia nacional, siendo destacada las grabaciones del Noticiero Cineco (Perteneciente a Cine Colombia que en ese momento su sede central era en Medellín), reconociéndose la primera producción del Himno Nacional en formato audiovisual grabado en el Hipódromo de Techo en 1933 .
Los Acevedo transforman el concepto de noticias en el cine colombiano, y con producciones hechas en el país, se fortalece el mercado en la ciudad de Bogotá; para ese entonces, a mediados de los años 40, en la ciudad se crean más de 30 teatros dedicados al cine destacándose el Teatro Faenza, el Teatro Colombia (Hoy Teatro Jorge Eliécer Gaitán), el Teatro San Jorge (Hoy en día abandonado), el Teatro y el Teatro Cuba (Hoy sede de la Orquesta Filarmónica de Bogotá), entre otros. Frente a la historia de los Hermanos Acevedo, se debe de destacar que sus producciones se concentraban en Bogotá, especialmente grabando en filmes los discursos de los expresidentes Enrique Olaya Herrera, Eduardo Santos y la candidatura del caudillo liberal Jorge Eliécer Gaitán. Finalmente, los Acevedo como los Di Domenico cayeron en crisis gracias a la llegada de producciones extranjeras que cautivaron al público bogotano, dejando a un lado las producciones colombianas, que tendrían un momento de paro en Bogotá hasta los años 60.
Luego de la época de oro del cine colombiano, se destaca la salida de películas hechas en Bogotá como Sinfonía de Bogotá y Senderos de Luz hechas por la compañía Ducrane Films, que desaparecía algunos años después.

#### Los años 50 a 70: Los Cinemas de Chapinero, la Pornomiseria y la llegada de FOCINE

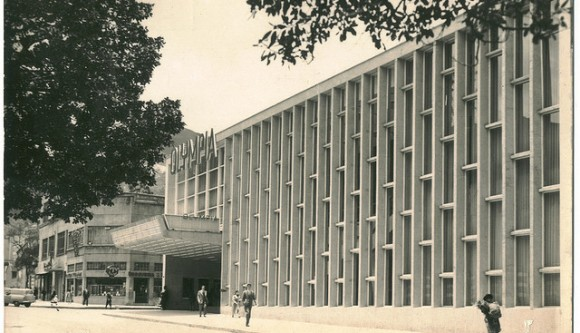
El Teatro Olympia, anteriormente el Gran Salón Olympia.

Con el fin de la época de oro del cine colombiano, que en consecuencia terminó las producciones de Bogotá, llegarían a transformar el cine de la capital del país, transformando la época de las producciones, en la época dorada de la comercialización, al crearse durante los años 60 los míticos teatros que conquistaron a la ciudad ubicados en la localidad de Chapinero en la tradicional Carrera 13 entre Calles 45 a 67.
Durante esta década y gracias a la expansión de la recién anexionada localidad de Chapinero al Distrito de Bogotá, comienzan muchos bogotanos que vivían en el centro de la ciudad a trasladarse a este sector, lo que llevó a que muchos empresarios crearan centros cinematográficos para satisfacer las necesidades de proyección de películas en este nuevo sector de la ciudad, naciendo con ello recordados cinemas de los cuales muchos hoy en día ya no existen, dando paso a centros de comercio, entretenimiento, religión o entidades financieras en este sector de la ciudad. Los teatros Cinelandia, Astor Plaza, de La Carrera, Palermo, Aladino, Libertador, Lucía, Metro Rivera o Scala eran parte del boom de cinemas construidos en este sector, que vio florecer el desarrollo del negocio de distribución fílmica en Colombia hasta mediados de los años 80.
También este fenómeno se vio reflejado en otros sectores de la ciudad en menor medida, especialmente en el centro de la ciudad, luego de las reformas que durante la década de los 60 existió para la construcción de espacios de entretenimiento para los bogotanos de la generación posterior al Bogotazo, causante del atraso de la producción fílmica en Colombia. Al finalizar los años 60, Bogotá contaba con más de 75 cinemas, más de 22 cinemas abiertos en plazas y parques de la ciudad, ubicándose gran parte de ellos en Chapinero, el Centro y en menor medida en el sur de Bogotá.
Los años 70 fueron un periodo de renacer para el cine en la ciudad al presentarse en 1972 el documental Chircales, grabado en los barrios Tunjuelito, y los Chircales de la Hacienda Molinos en la actual localidad de Rafael Uribe Uribe, lo cual generó en muchos documentalistas y cineastas que posteriormente serían los generadores de la edad de plata del Cine Colombiano a Bogotá como un escenario de gran interés para producir, por sus eventos sociales, siendo filmados o satirizados años después. También durante esta década nacería un nuevo género del cine documental que llegaría a Bogotá con Ciro Duran al filmar el documental Gamin en 1978, naciendo el género de la pornomiseria, el cual fue gran parte de sus producciones hechas en Bogotá, debido a las condiciones que muchos colombianos escapando del conflicto armado llegaban a Bogotá para buscar mejores oportunidades de vida para ellos y sus familias, causando una imagen negativa de una ciudad que ignoraba los hechos evidentes de la Guerra Interna del país.
A pesar de las fuertes críticas a la pornomiseria por parte de distinto cineastas, la ciudad recobraría un espacio enorme para ser vista como el mejor escenario para las producciones que durante finales de esta década hasta inicios de los años 90 llegarían, con la creación por parte del Gobierno Colombiano en 1978 de la Compañía de Fomento Cinematográfico (FOCINE), la cual fue ubicada en la sede que hoy pertenece al actual Fondo del Cine Colombiano PROIMAGENES. Durante la época del FOCINE, muchas producciones financiadas por el Fondo fueron grabadas en Bogotá siendo las más destacadas Camilo: El Cura Guerrillero de Francisco Norden en 1974 y presentada en 1978, El Taxista Millonario de Gustavo Nieto Roa en 1979, Caín de Gustavo Nieto Roa en 1984, entre otras producciones. De igual forma con el nacer de FOCINE, muchas empresas del sector fílmico se crean en Bogotá destacándose Laboratorios Cinematográficos Quimbaya, Centauro Films, entre otras, que actualmente han desaparecido o convertidas a productoras de televisión o cine independiente.

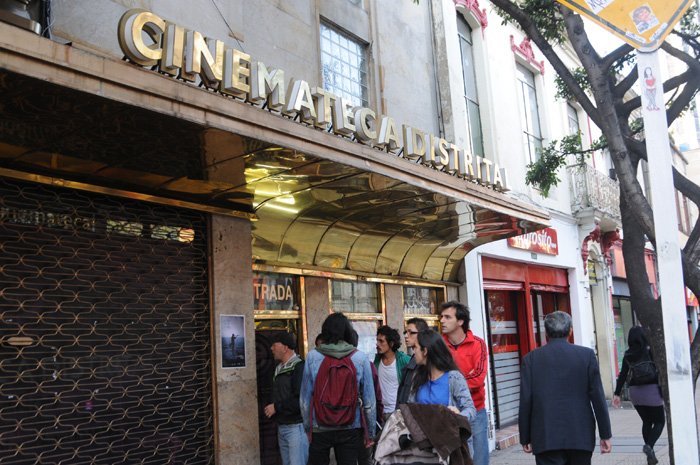
La Cinemateca Distrital, en Bogotá.

También durante el final de los años 70 la compañía Cine Colombia crea en Bogotá el innovador concepto traído desde Estados Unidos de los Cinemas Múltiples o Multiplex, los cuales serían el inicio del final de los cinemas de barrio, creándose en 1977 los Cinemas 1, 2, 3 y 4 en la Carrera 7 con Calle 24 en el centro de la ciudad, anexándose el entonces Teatro Calle Real perteneciente a esta empresa.
Finalmente, Bogotá transforma sus procesos de proyección y conservación de las películas colombianas, al crear en 1971 la Cinemateca Distrital, el cual fue entidad pionera en reproducir producciones de origen colombiano y cine independiente en la capital, siendo precursora de la actual Fundación Patrimonio Filmico Colombiano. Actualmente la Cinemateca Distrital promueve el desarrollo de producciones filmicas en cortometrajes, documentales y largometrajes en Bogotá y sus regiones; además de proyectar en el  Teatro Jorge Eliécer Gaitán, sede actual de la cinemateca, distintas películas.

#### Años 1990
Con el fin de FOCINE y la transición a PROIMAGENES con la Ley del Cine de 2003, la ciudad se transforma en el entorno del cine. Para 1993 con la llegada del mayor éxito cinematográfico del país La estrategia del Caracol de Sergio Cabrera, también llega el final de la época de los cinemas en Bogotá, al desaparecer gran parte de los centros cinematográficos de Chapinero por motivo de la crisis económica que arrasó con Colombia a finales de los años 80, el miedo de salir a las calles a partir de los atentados constantes a la ciudad y el nacimiento de la señal de cable en la capital, proliferando el uso de los televisores, dejando a un lado los cinemas, además de encontrar en los Teatros Multiplex una opción más sencilla de encontrar, al estar ubicados en los Centros Comerciales de la ciudad; quedando de los cerca de 70 teatros menos de 15 teatros que aún están operativos o transformados en Multipex como el caso del Teatro Embajador que hoy cuenta con 3 salas de cine en esta estructura, otras estructuras quedaron dispuestas para espacios de entretenimiento diferentes al cine como el caso del Teatro Metro Rivera que se convirtió en la famosa discoteca Theatron, el Teatro Libertador como el bar VinaCure o el Teatro Tisquesusa (Ubicado en el Centro Internacional Tequendama) se convirtió en el Casino Aladin; de igual forma otros espacios como el Teatro Aladino, el Teatro Trevi o el Teatro Olympia se convirtieron en espacios comerciales, religiosos o como depósito de entidades financieras.
En los años 90 también fue un momento de reflexión para el cine de la ciudad, al fortalecer la Cinemateca Distrital con los programas de concertación, producción y formación de los futuros cineastas de Bogotá. También nacen durante esta década los primeros Programas Profesionales para la producción de cine creados por las Universidades Nacional, Jorge Tadeo Lozano y Talle 5 que llegarían a mediados de la década.
Durante este tiempo, se produjeron películas como Diástole y Sístole, la Pena Máxima, La Gente de la Universal y Kalibre 35.

### La actualidad

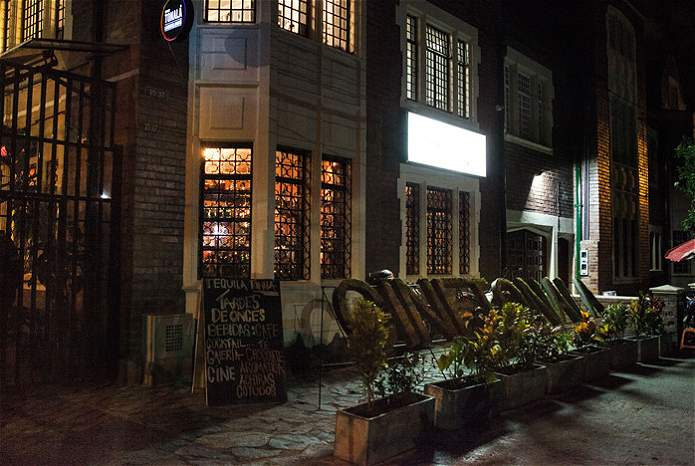
Cine Tonalá en el barrio La Merced.

Desde la llegada del siglo XXI, el Distrito ha invertido en la formación de procesos cinematográficos que no solamente rescaten la producción colombiana previa a los años 50, sino la creación de nuevos escenarios de creación de productos audiovisuales exportables de Bogotá, de la mano con la Cinemateca Distrital. De igual forma con la llegada de la Ley 814 de 2003, la Ley del Cine Colombiano, crea ProImagenes Colombia que asume las responsabilidades del Fondo del Cine manejado hasta 1993 por FOCINE, de igual forma fortalece los procesos de producción, edición, distribución y proyección de productos fílmicos que beneficiaron a los nuevos cineastas independientes que en gran parte se encuentran en Bogotá o venia en Bogotá un espacio para recuperar la memoria de los acontecimientos que por el conflicto armado ocurrieron en la ciudad.
En esta nueva faceta nacería no solamente producciones documentales, sino largometrajes de ficción hechos por las grandes empresas del sector televisivo del país que crearon durante finales de la década del 2000 produjeron un gran volumen de películas de cartelera como son Caracol Cine y RCN Cine.
También en la ciudad se ha centrado todo el proceso de recuperación y archivo de las producciones de distintas compañías de cine previas a 1950, ubicadas en la Fundación Patrimonio Fílmico Colombiano en la Calle 45 con Calle 26 cercano a la sede de RTVC en el CAN, también algunas de las producciones se encuentran custodiadas en la Cinemateca Distrital y en otros espacios de la capital donde se busca conservar estos archivos históricos.
De igual forma, en la actualidad, los cinemas aparecieron en nuevos espacios, como los casos de Cinema Paraíso, Tonalá o Café Chapinero.

## Festivales y eventos
Bogotá es un espacio abierto a la cultura gracias a ser el punto de encuentro de diferentes regiones de Colombia, además de ser la puerta de acceso vía aérea para muchos extranjeros que han traído experiencias del entorno cultural internacional que han fortalecido la distribución y la inversión en el cine local.
Así, Bogotá se ha destacado en la creación de espacios no solo de presentación de películas locales, sino de proyecciones internacionales, destacándose que en la capital se encuentra el segundo festival de cine más antiguo del país luego del Festival de Cine de Cartagena: El Festival de Cine de Bogotá.
Adicional a los festivales existe un espacio creado por ProImagenes Colombia y la Cámara de Comercio de Bogotá desde el 2009 se realiza el mercado de producciones más importante del país luego de los Encuentros del FICCI llamado el Bogotá Audiovisual Market o BAM, el cual reúne a diferentes inversionistas, productores, directores, actores y otros miembros del sector filmico del país, ganando terreno en el desarrollo de los procesos del cine nacional, especialmente en Bogotá, que recientemente se ha vuelto uno de los espacios del cine más importantes del continente junto a Guadalajara en México, Cartagena en Colombia o Viña del Mar en Chile.